# Gozdni samostan Samanadipa
Samanadipa je budistični samostan gozdne tradicije. Ustanovljen je bil aprila 2016.
Samostan stoji v vasi Goljek pri Trebnjem in je redovniško zatočišče za manjše število menihov iz gozdne tradicije theravadskega budizma. Menihom ponuja prostor za samoto, hkrati pa so vrata obiskovalcem, ki jih zanima Budovo učenje, meditacija ali iščejo odgovore na svoje eksistenčne probleme, vedno odprta.
Ustanovitelj in prvi predstojnik (generalni  gvardijan) je bil Bhikkhu Hiriko. Danes je v.d. generalnega gvardijana Bhikkhu Nyanamoli.
Samostan je sestavljen iz treh posesti, glavna samostanska hiša ima oltarno sobo, kuhinjo in dve sobi, v gozdu stojita dva lesena kutija (bivalni uti), kilometer in pol stran od glavne hiše je še ena stara hiša, ki je namenjena meditaciji in osami, tam ni obiskov in tretja posest ima hiško za goste. Ob vsaki meniški hišici imajo urejeno nekaj metrov dolgo ravno pot, po kateri vsak dan menih hodi in meditira.
To so budistični menihi, ki spadajo »gozdni tradiciji«. To pomeni da živijo bolj odmaknjeno, na primer v gozdovih, navdihuje jih namreč originalni način meniškega življenja: preživljajo se z miloščino, strogo sledijo Budovim meniškim pravilom izpred 2600 let. Posvečajo se študiju in predvsem meditaciji ter notranji kontemplaciji.

## Značilnost učenja
Samanadipa ni religiozna skupnost in nima pripadnikov. Budovo učenje ni za neko religiozno skupino, ampak za človeka, ki išče osvoboditev svojega notranjega nemira.
Glavni poudarek je pri meditaciji, toda za razvijanje modrosti v je velik poudarek pri prakticiranju pozornosti v vsakdanjem življenju. Menihi občasno prebivajo izven samostana, in sicer kampirajo v naravi in se preživljajo s tem, kar jim je dano.
Drugače verjamejo, da spoznavanje resnice zahteva celotno naše življenje in ne gre za duhovni hobi, kjer malce olajšamo življenje, Bhikkhu Hiriko pravi: »Potrebna je popolna odkritost do samega sebe in razvoj te vrline. In ker je trpljenje eksistenčen problem, ga je treba tudi spoznati na eksistenčen način, torej, da se odmaknemo od nekih vznemirljivosti, da vidimo um tak kot je – popolnoma gol. Šele potem lahko spoznamo naravo uma.« Budistična filozofija je Iskanje poti, ki vodi k osvoboditvi iz notranjega nemira z zavedanjem, da edino opuščanje navezovanj in čutnih poželenj pripelje k osvoboditvi. Gre za razumevanje narave doživljanja, ni pa toliko poudarka pri dogmi, ampak spodbuda, da lahko vsak direktno spozna našo eksistenco, naravo, bistvo.

## Meništvo
V samostanu živi 2-5 menihov. Menihi theravadske tradicije budizma morajo upoštevati 227 glavnih in na stotine manjših pravil. Strogi meniški pravilnik med drugim določa tudi to, da si menihi ne smejo sami pripravljati hrane, torej so odvisni od pomoči in radodarnosti ljudi. Vsakodnevni urnik je bolj  svoboden kot v budističnih samostanih in prilagojen obiskom ljudi.

## Miloščinarji
Bhikkhu  pomeni v prevodu miloščinar, v času Bude so namreč ti ljudje potovali, bili na cesti, v času deževnega obdobja pa so se ustalili v zaprtih samostanih. Gozdni menihi pobirajo miloščino  v obliki hrane. Iskanje miloščine je nekaj, kar se prakticira že iz časa Bude z namenom, da se izpostavijo  »popolni ponižnosti« in prelomiti ta notranji ego, da bi dosegli notranji mir. Menihi ne sprejemajo denarja, ampak le društvu, ki skrbi za plačevanje stroškov.